# Zacatelco
Zacatelco é uma cidade do estado mexicano de Tlaxcala.